# Nikolaj Kovyrkin
Nikolaj Petrovitsj Kovyrkin (Russisch: Николай Петрович Ковыркин) (Moskou, 11 februari 1947) was een voormalig basketbalspeler die uitkwam voor het team van CSKA Moskou.

## Carrière
Kovyrkin was een één meter zesennegentig lange Power-forward. Kovyrkin begon in 1966 bij CSKA Moskou. Met CSKA werd Kovyrkin acht keer landskampioen van de Sovjet-Unie in 1967, 1969, 1970, 1971, 1972, 1973, 1974 en 1976. Ook werd Kovyrkin met CSKA Bekerwinnaar van de Sovjet-Unie in 1972 en 1973. In 1969 won Kovyrkin de EuroLeague van Real Madrid uit Spanje met 103-99 na twee keer verlengen. In 1970 verloor Kovyrkin de EuroLeague van Ignis Varese uit Italië met 74-79. In 1971 won Kovyrkin met CSKA voor de tweede keer de EuroLeague. Ze wonnen van Ignis Varese uit Italië met 67-53. In 1973 verloor Kovyrkin de EuroLeague. Ze verloren van Ignis Varese uit Italië met 66-71. In 1976 stopte Kovyrkin met basketbalspelen.

## Erelijst
- Landskampioen Sovjet-Unie: 8
  - Winnaar: 1967, 1969, 1970, 1971, 1972, 1973, 1974, 1976
- Bekerwinnaar Sovjet-Unie: 2
  - Winnaar: 1972, 1973
- EuroLeague: 2
  - Winnaar: 1969, 1971
  - Runner-up: 1970, 1973